# Georges Buchard
Georges Buchard (* 21. Dezember 1893 in Harfleur; † 22. Januar 1987) war ein französischer Degen-Fechter. Er gewann zwei Goldmedaillen mit der Mannschaft bei Olympischen Spielen.
Buchard nahm an den Olympischen Sommerspielen 1924 in Paris teil. Dort wurde er Siebter im Einzel und gewann die Goldmedaille mit der Mannschaft. Bei den Olympischen Sommerspielen 1928 in Amsterdam holte Buchard sowohl mit der Mannschaft als auch im Einzel die Silbermedaille. In Los Angeles, bei den Olympischen Sommerspielen 1932, wurde Buchard mit der Mannschaft erneut Olympiasieger. Im Einzel konnte er seine Silbermedaille von den letzten Olympischen Spielen verteidigen. Bei den Olympischen Sommerspielen 1936 in Berlin startete Buchard nur mit der Mannschaft und gewann Bronze.
Sein Bruder Gustave Buchard war ebenfalls olympischer Degenfechter.